# フリードリヒ・デッケル
フリードリヒ・デッケル (Friedrich Deckel AG) は、ドイツ・ミュンヘンで1903年に設立された機械メーカー。レンズシャッターを製造していた。1993年以降の複数回の経営統合・合併を経て、企業としてはDMG森精機（正確にはドイツ法人のDMG Mori AG）に継承されている。

## レンズシャッター

### コンパウンド
- コンパウンド（Compound, 1902年発売） - 3枚羽根、シャッタースピードはT, B, 1 - 1/200秒。時間制御にシリンダーの空気抵抗を用いる方式で、作動はほとんど無音である。

### コンパー
コンパウンドをベースとしつつも調速機構がアンクル脱進機になった。コンパーシリーズはローライ、イコンタ、ハッセルブラッドなど多くの高級レンズシャッターカメラに採用されて高級レンズシャッターの代名詞となり、他社のシャッターを採用したカメラであっても「コンパータイプのシャッターを採用」などといったコピーが付けられるほどだった。日本では精工舎（現セイコーホールディングス）や甲南カメラ研究所（現コーナンメディカル）がコンパーの設計をベースにした。
- コンパー（Compur, 1912年発売） - シャッタースピードはT, B, 1 - 1/200秒。小型の00番はT, B, 1 - 1/300秒。当初はシャッタースピード設定がダイヤル式だったが1928年にリム式に変更され、前者を「ダイヤルセットコンパー」後者を「リムセットコンパー」と俗称する[1]。1929年にはシャッター最高速が1/250秒に向上しセルフタイマー内蔵となり、「新コンパー」と俗称する。
- コンパーラピッド（Compur Rapid, 1935年発売） - シャッタースピードは00番T, B, 1 - 1/500秒、0番T, B, 1 - 1/400秒。
- シンクロコンパー（Synchro Compur, 1951年発売） - MX接点を内蔵した。

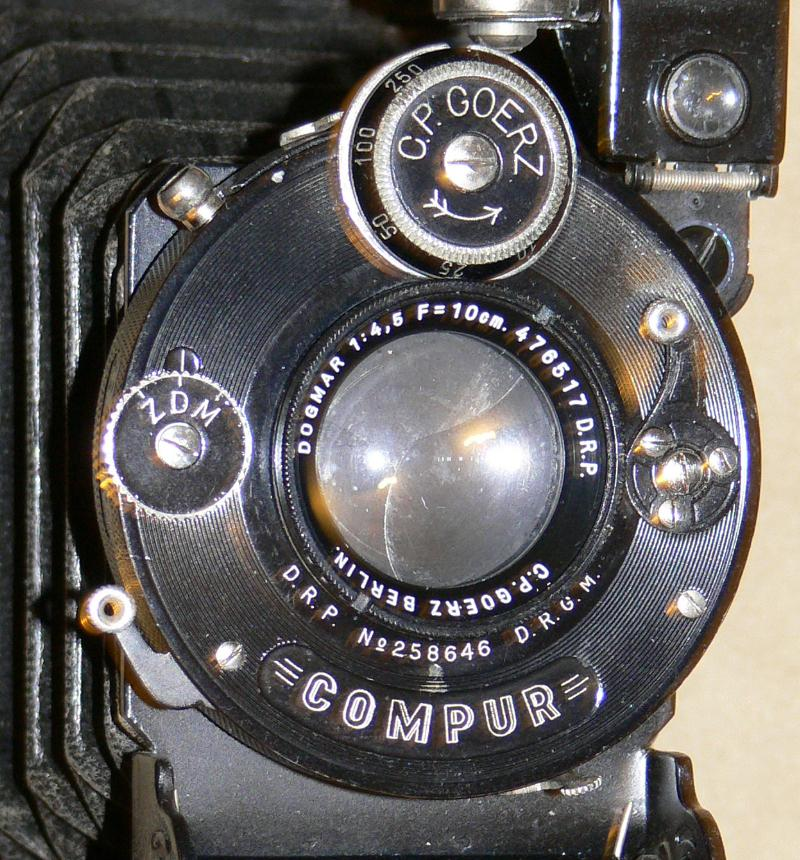
ゲルツのテナックス、ダイヤル式コンパー
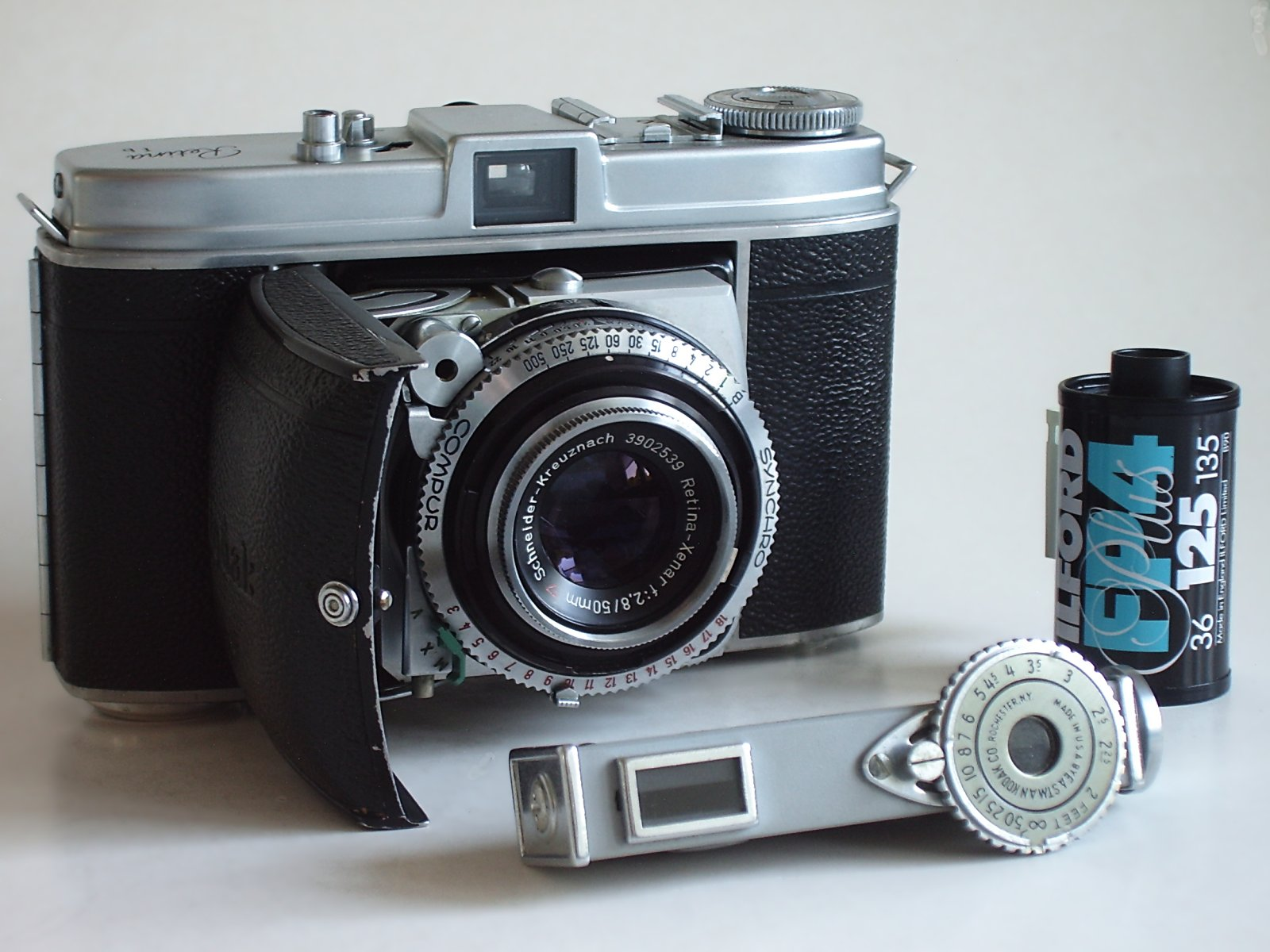
ドイツ・コダックのレチナIb, コンパー
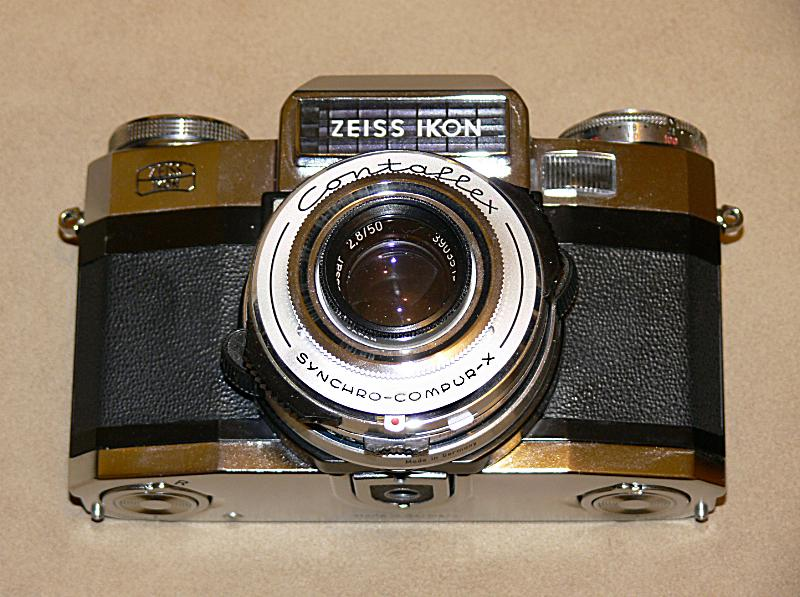
ツァイス・イコンのコンタフレックス、シンクロコンパー

#### コンパー使用時の注意事項
古い製品ではTをZ (Zeit)、BをD (Dauer)、I (Instant) をM (Moment) と表記しているものがある。
セルフコッキングでないコンパーではシャッターダイヤルがBまたはTの状態でシャッターセットレバーを動かしてはならない。セットしないままシャッターのレリーズ操作をすれば動作する。
新コンパーS, コンパーラピッド、シンクロコンパーなどにはセルフタイマーが装備されているものがある。シャッター本体ケース上面セットレバー終点近くに直径5 mmほどの大小4枚の円盤を重ねた形状のノブがセルフタイマーノブである。シャッターセット後にセルフタイマーノブを後ろに押しながらさらにセットレバーを押すとセルフタイマーがチャージされる。1/400秒や1/500秒ではセルフタイマーが効かない。

## デッケルマウント
カメラメーカーの枠を越えて交換レンズマウントを共通とした、いわゆるデッケルマウントを開発し、カメラメーカーに提供した。
マウントと通称されているが、実際はカメラに必要なシャッター、レンズ周りの機構を広範に集積したユニットであった。脱着はバヨネット式で、シンクロ・コンパー#00-MXV-Wideシャッターを内蔵している。シャッター開口径は21.8 mm, フランジバックは47.5 mmである。
一眼レフカメラ向けには自動絞り機構を搭載していた。また、レンジファインダーカメラ向けには距離情報伝達のために、レンズ側には距離情報カムが搭載されており、シャッターユニットには読み取りピンが通されていた。レンジファインダーカメラと一眼レフカメラを同時期にリリースしていたメーカーにおいては交換レンズに両方の機構を搭載し、レンジファインダーカメラと一眼レフカメラの交換レンズを完全な形で共用できた。シャッター（ボディ）側には絞りが内蔵されておらず制御リングのみがあるが、ライトバリュー式制御を採用しており、シャッター速度制御と絞り制御は互いに連動している。
絞りと直進ヘリコイドを内蔵したレンズ側マウントも同時に供給されたが、機械的光学的制約からレンズメーカーに対するカスタマイズの自由度は小さかった。特に繰り出し量の制約は長焦点レンズにおいて深刻なレベルの最短撮影距離の長大化を招いた。実例として135 mmレンズの最短撮影距離は4 mもあり、製品として供給された最長焦点距離である350 mmレンズでは実に28 m (90 ft) にもなった。
これを採用したメーカー - 製品は
- ドイツ・コダック - レチナレフレックスシリーズ、レチナIIS, レチナIIIS
- フォクトレンダー - ヴィテッサT、ベッサマチック/ウルトラマチックシリーズ
- バルダ - バルダマチック
- イロカ（英語版）
- カール・プーヴァ（ドイツ語版）

など多岐に亘った。しかし採用各社が自社識別（他社製品の勘合防止）のための爪をつけさせたために互換性がなくなり、メーカーの枠を超えた共通マウントというユーザーの利便性は失われた。
フォクトレンダーやシュナイダー・クロイツナッハ、ローデンストックなどの名門ブランドがレンズを供給した。このため、識別爪を削り取って純正でない組み合わせでの使用を試みる者がいる。